# Банковская система Люксембурга
Банковское дело в Люксембурге является крупным сектором экономики Люксембурга. Контроль и регулирование банковского сектора возложено на Центральный банк Люксембурга и Комиссию по надзору за финансовым сектором. Большинство банков зарегистрированных в Люксембурге входит в Ассоциацию банков и банкиров Люксембурга.

## Обзор банковского сектора
На 31 октября 2010 года в Люксембурге было зарегистрировано 148 банков. Большая часть зарегистрированных банков представлена иностранными институтами, местных банков всего пять. Больше всего зарегистрировано банков из Германии (44 банка). В целом из Европы зарегистрировано 123 банка (в том числе из России — 2), из Азии — 13, из Америки — 10. На 30 сентября 2010 года объём активов (пассивов) в банковском секторе составлял 777,218 млрд евро. Количество банков по сравнению с 2000 годом уменьшилось на четверть, а количество активов увеличилось на 20 %. В 2008 году количество отделений банков стало равно 43, что на 30 единиц больше, чем в 1999 году. В 2008 году в банковской сфере работало 27 208 человек, что составляет 7,5 % от трудоспособного населения Люксембурга. Количество работников в данном секторе экономики по сравнению с 1999 годом выросло на 28,3 %.
Начиная с 2011 года банковская система Люксембурга начала активную политику по привлечению денежных потоков из Китая за счет проведения операций в юанях. По состоянию на 2013 год, Люксембург аккумулировал порядка 40 миллиардов юаней в депозитах, 62 миллиардов юаней кредитного портфеля и около 39 номинированных в юанях облигаций торгуются на люксембургской Фондовой Бирже на общую сумму порядка 24 миллиардов юаней.

## Офшорные банки
Для большинства иностранных банков Люксембург является офшорной зоной, так как он обладает рядом преимуществ: стабильной политической системой и законодательством, широким спектром услуг, предлагаемых банками и небанковскими финансовыми посредниками, высоким уровнем квалификации финансистов, юристов и консультантов, конфиденциальностью информации о клиентах банков. Данные преимущества позволяют крупным банкам, базирующимся в Люксембурге, располагать сетями отделений банков и компаний за рубежом.

## Банковская тайна
Люксембург активно отстаивает право хранить банковскую тайну. Крупные страны Европейского союза требуют изменения законодательства о банковской тайне в таких странах, как Люксембург, Бельгия и Австрия, для того, чтобы избежать «побега» капитала в страны с более низкими налогами. Но Люксембург не соглашается на данные меры, так как боится активного оттока капитала из своей страны в Швейцарию, которая не входит в Евросоюз и также охраняет банковскую тайну своих вкладчиков. В 2009 году министр финансов и бюджета Люксембурга Люк Фриден высказался о том, чтобы пересмотреть законодательство о банковской тайне, а также начать обмениваться информацией с другими странами в случае подозрения на нарушение налогового законодательства.

## Налог на сбережения
В соответствии с директивой Европейского союза с июля 2005 года в Люксембурге, Австрии и Бельгии введён налог на сбережения, который взимается с процентных доходов владельцев счетов в банках этих трёх стран. До июля 2008 года данный налог был равен 15 %, до июля 2011 года он равнялся 20 %, с августа 2011 года равен 35 %. 75 % налоговых сборов отправляется в страну Европейского союза, резидентом которой является владелец средств. Налог не распространяется на счета клиентов, не являющихся резидентами Евросоюза.